# 李宇权
李宇权（1919年—），男，辽宁沈阳人，中国消化内科专家，曾任中国医科大学教授、博士生导师。